# Brzozowica (Słowacja)
Brzozowica (słow. Brezovica) – wieś i gmina (obec) w powiecie Twardoszyn, kraju żylińskim, w północnej Słowacji. Wieś lokowana w roku 1580.